# Castello di Moosham
Il castello di Moosham (Schloss Moosham in tedesco) si trova nell'omonima località del comune austriaco di Unternberg nel Distretto di Tamsweg appartenente al Land Salisburghese. La sua storia inizia almeno nel XII secolo ed è il terzo castello più grande del territorio di Salisburgo.

## Storia

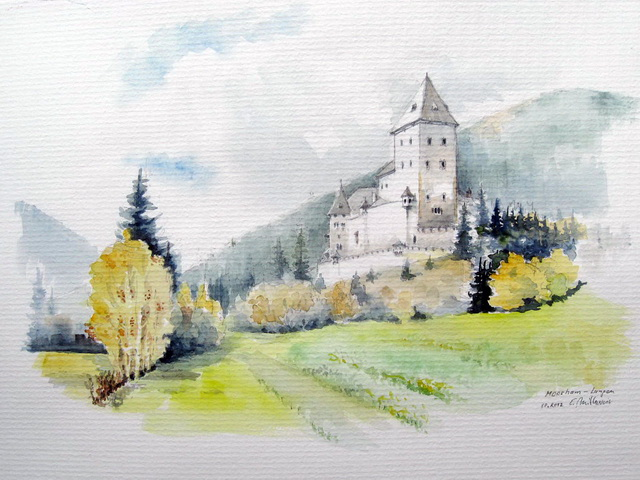
Dipinto ad acquerello del castello di Moosham

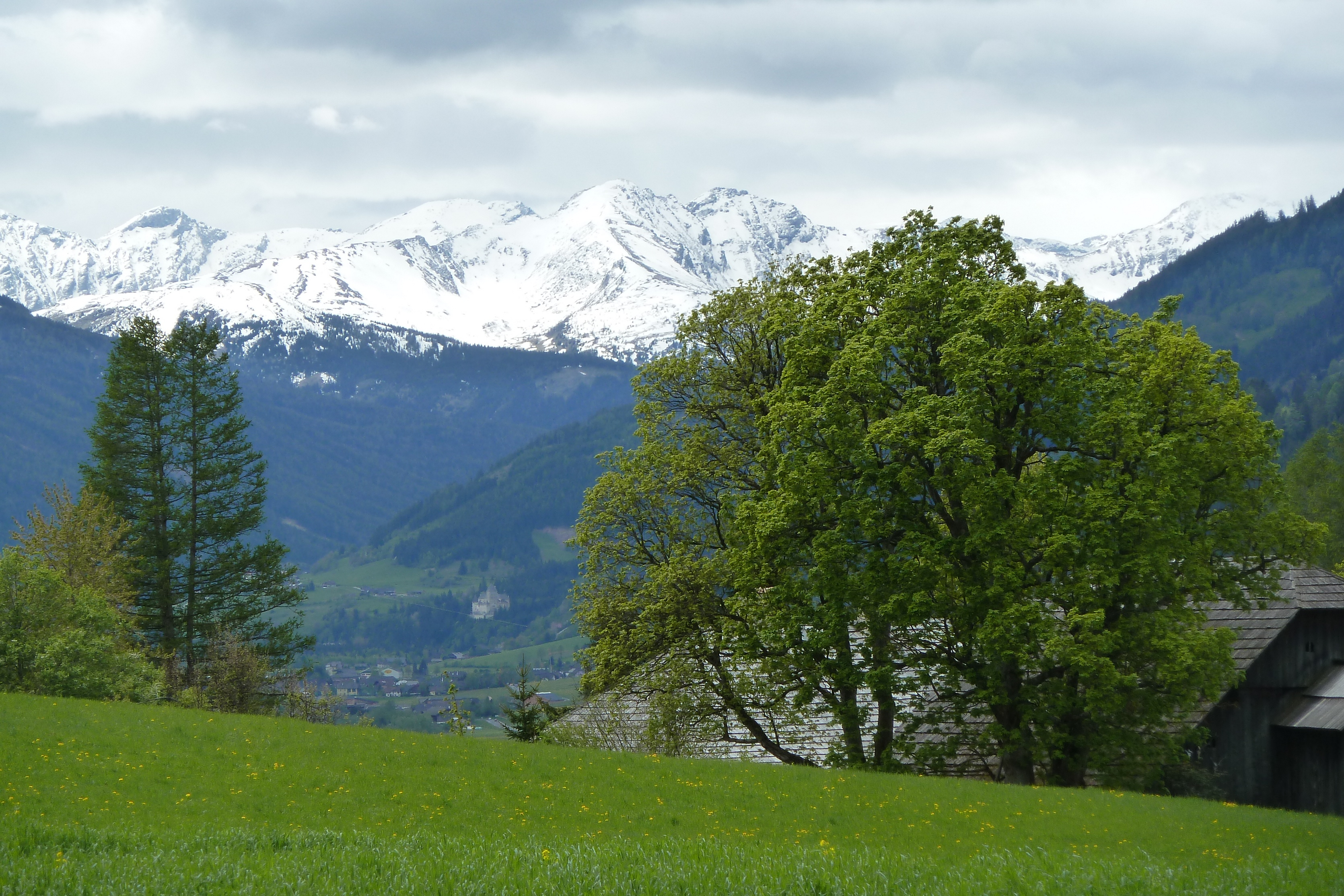
Vista sulla vallata dal castello

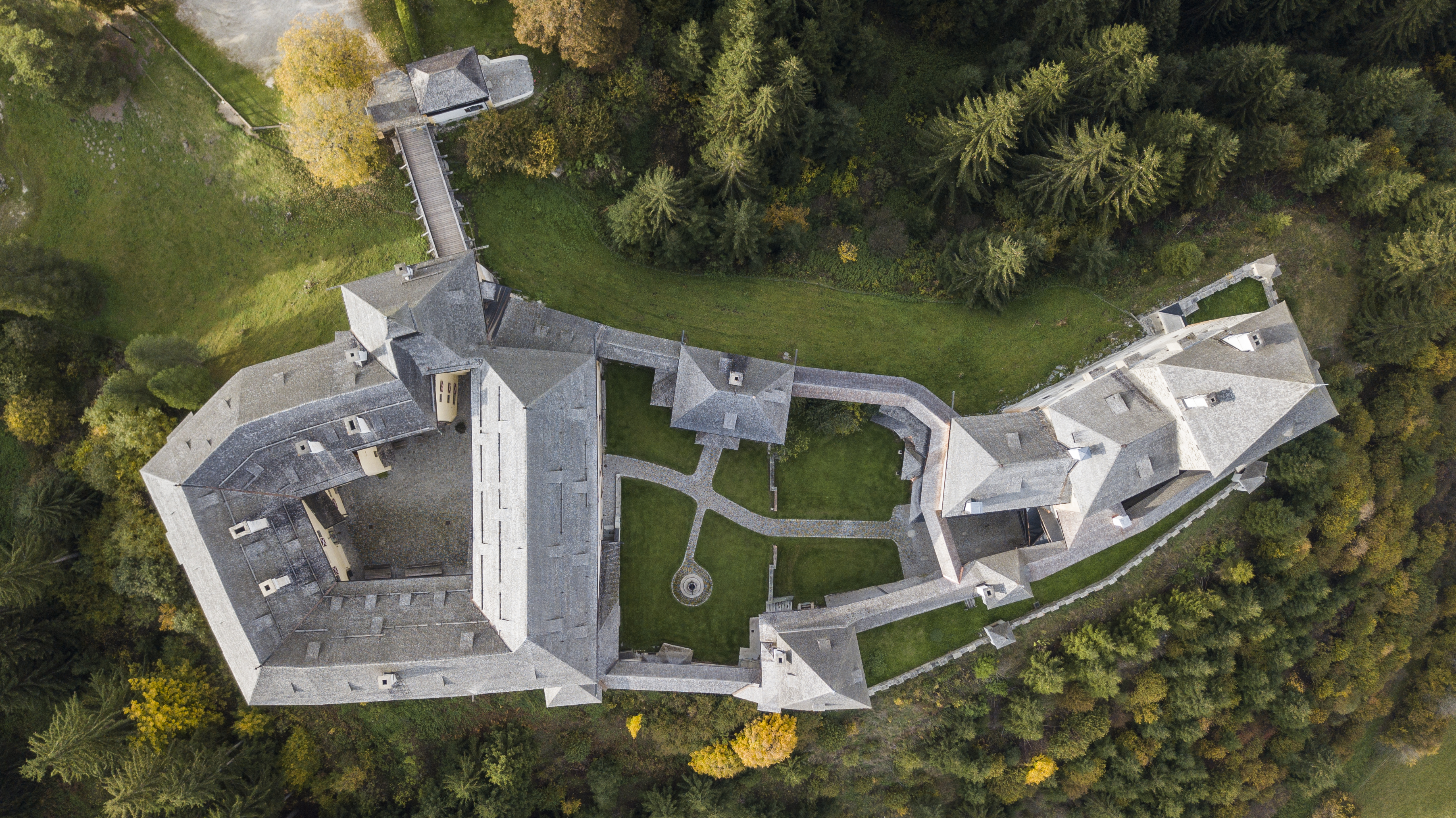
Vista aerea

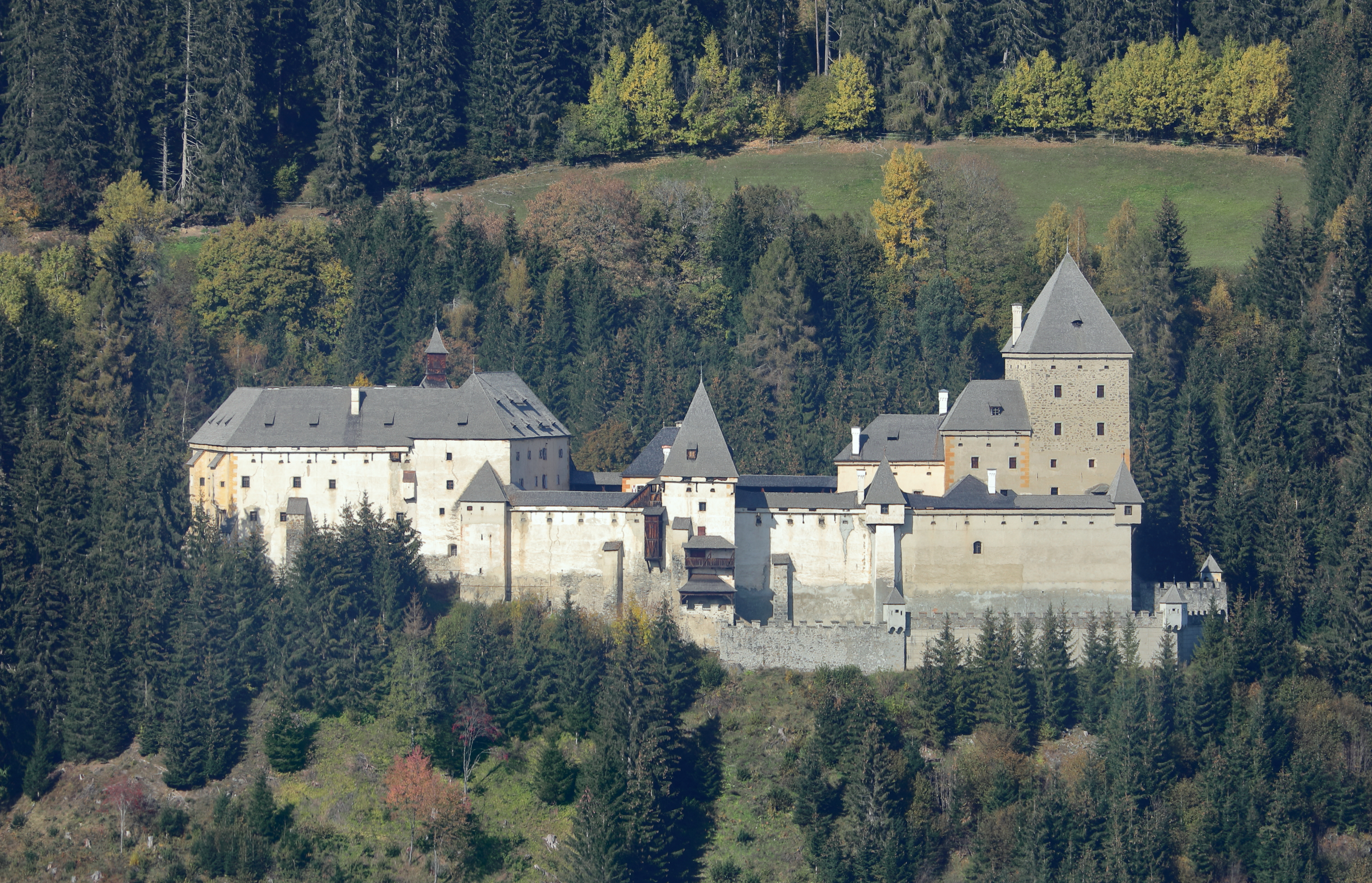
Vista d'insieme

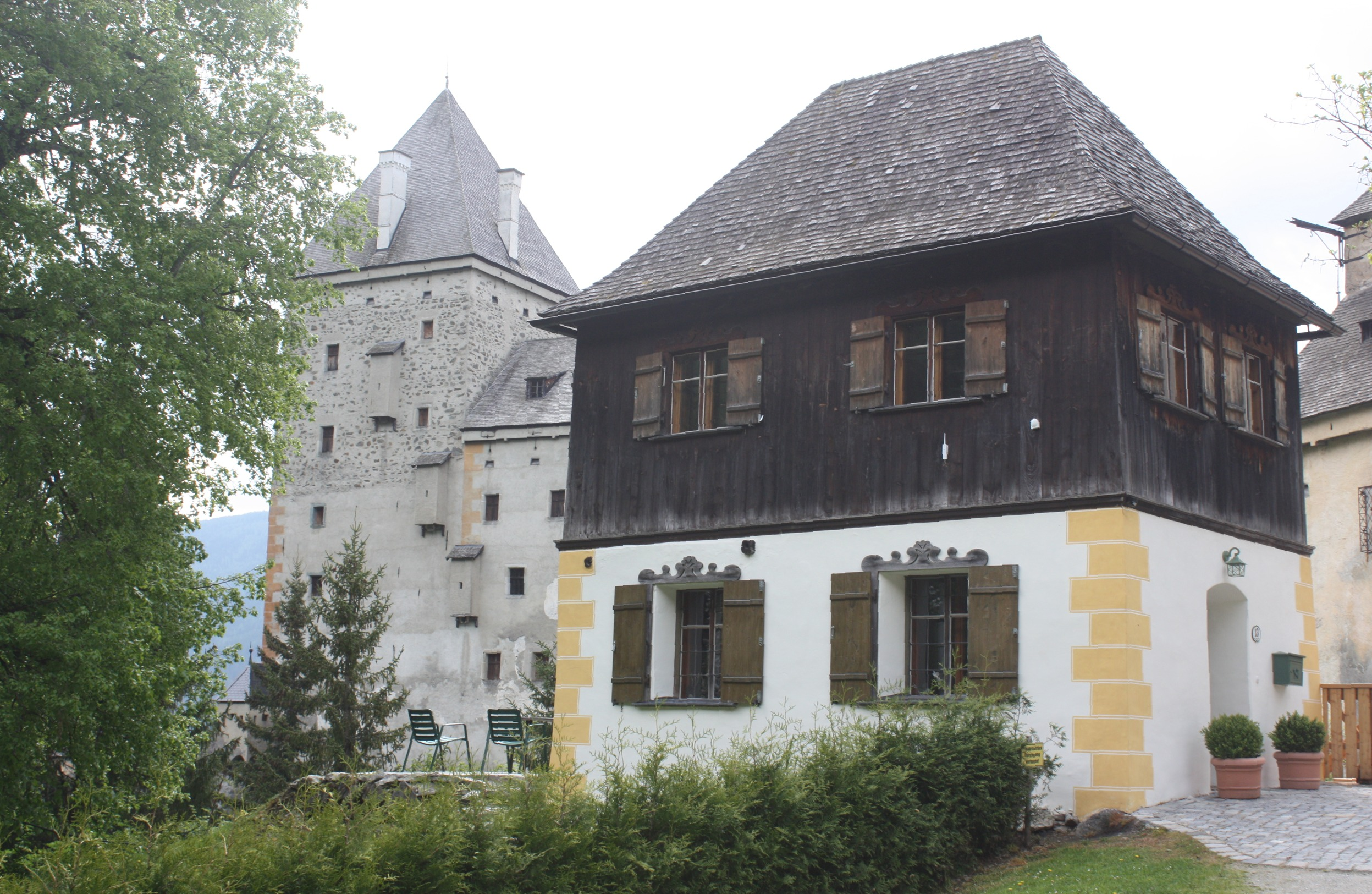
Castello di Moosham nel Lungau. In primo piano il cosiddetto Lusthaus, costruito nel 1603

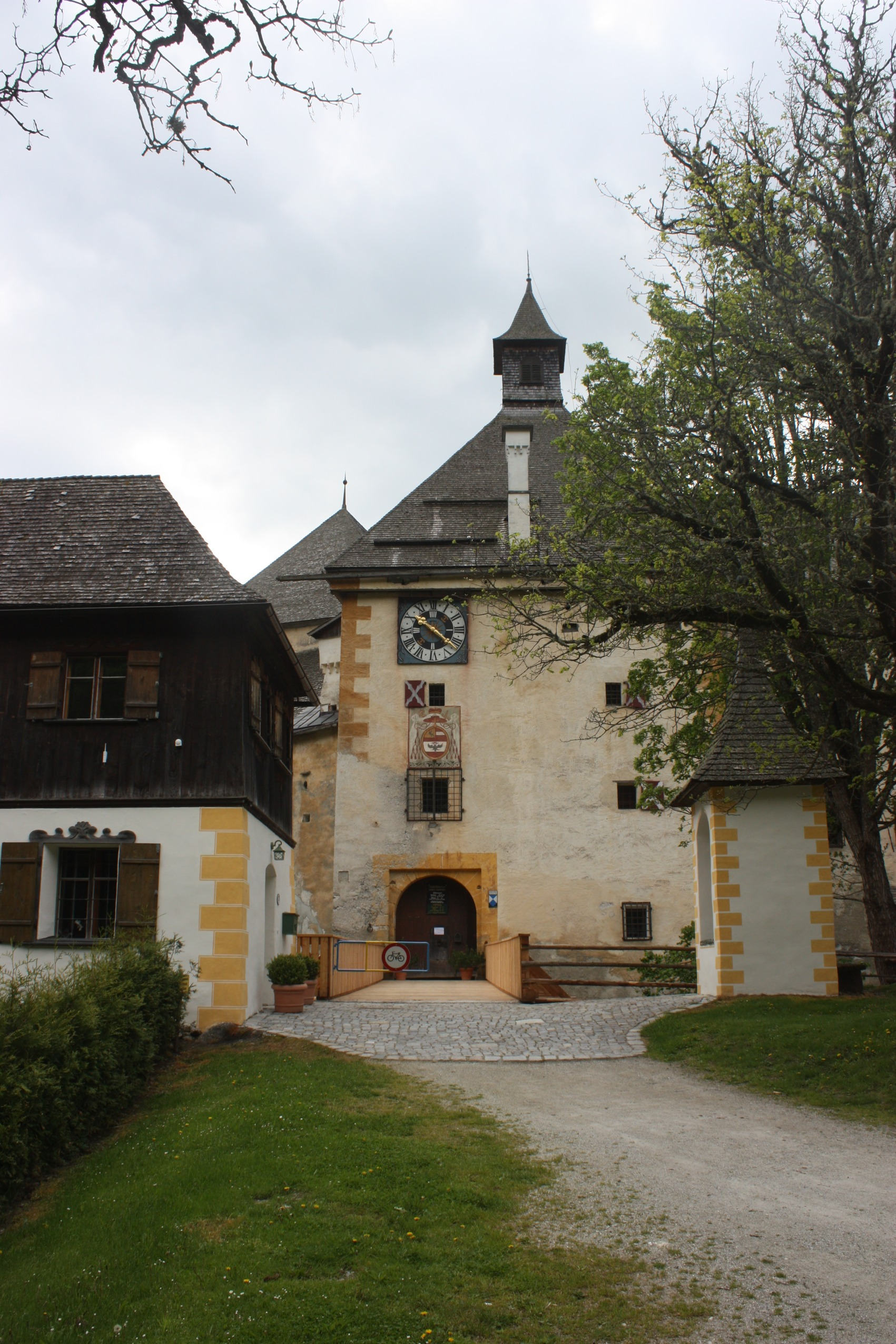
Corpo di guardia con accesso al cortile

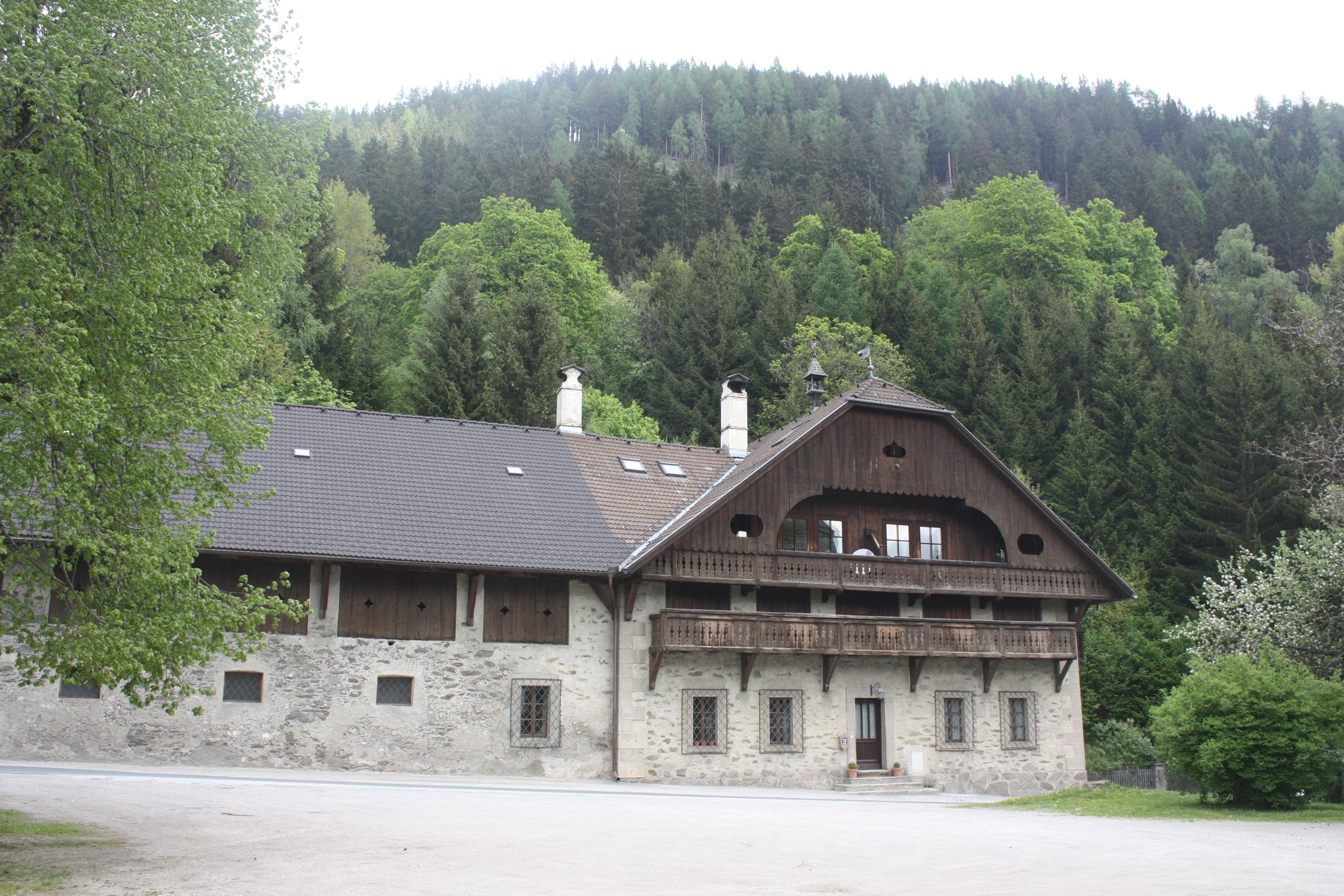
Edificio accanto al castello

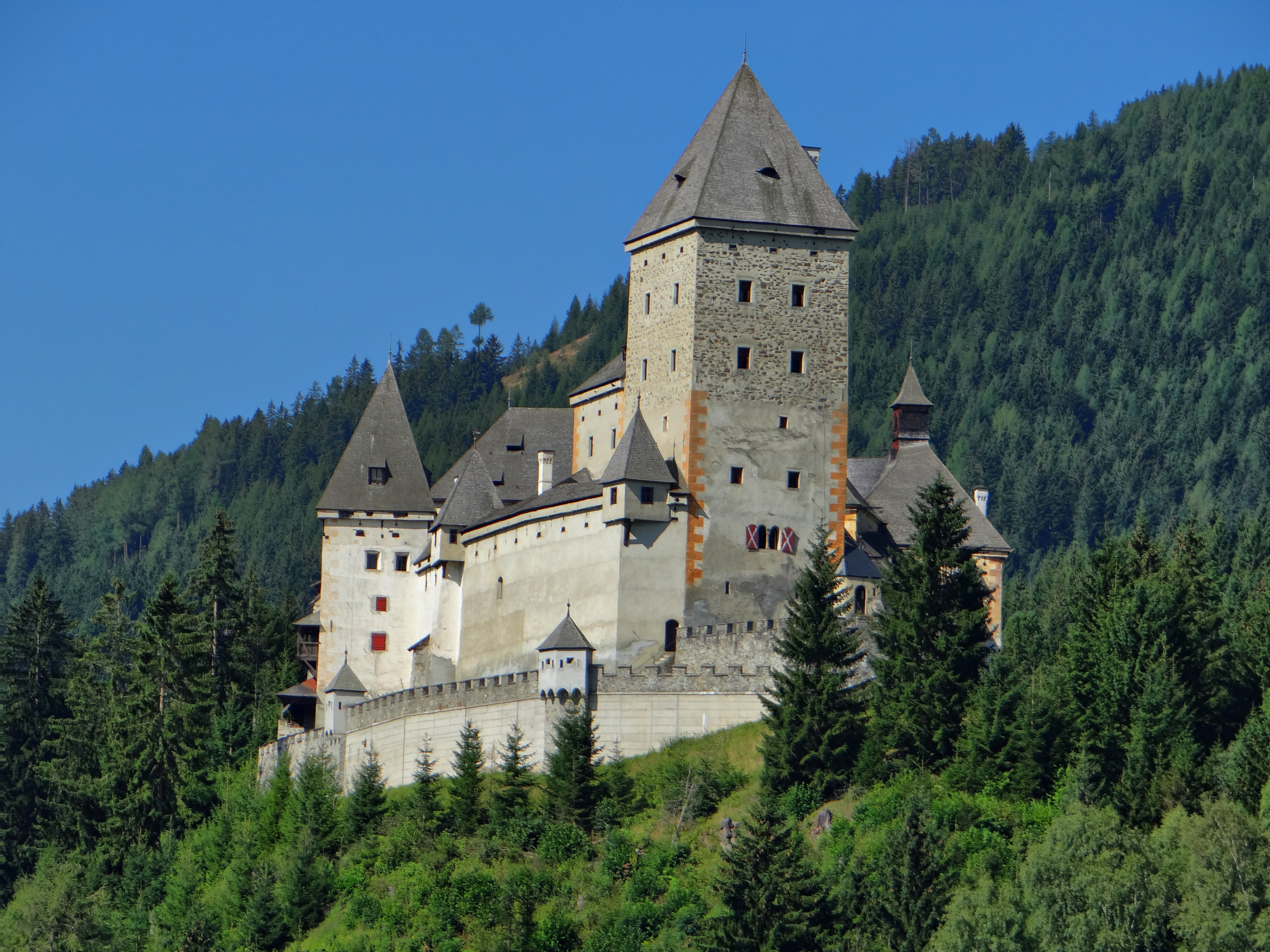
Immagine presa dal basso

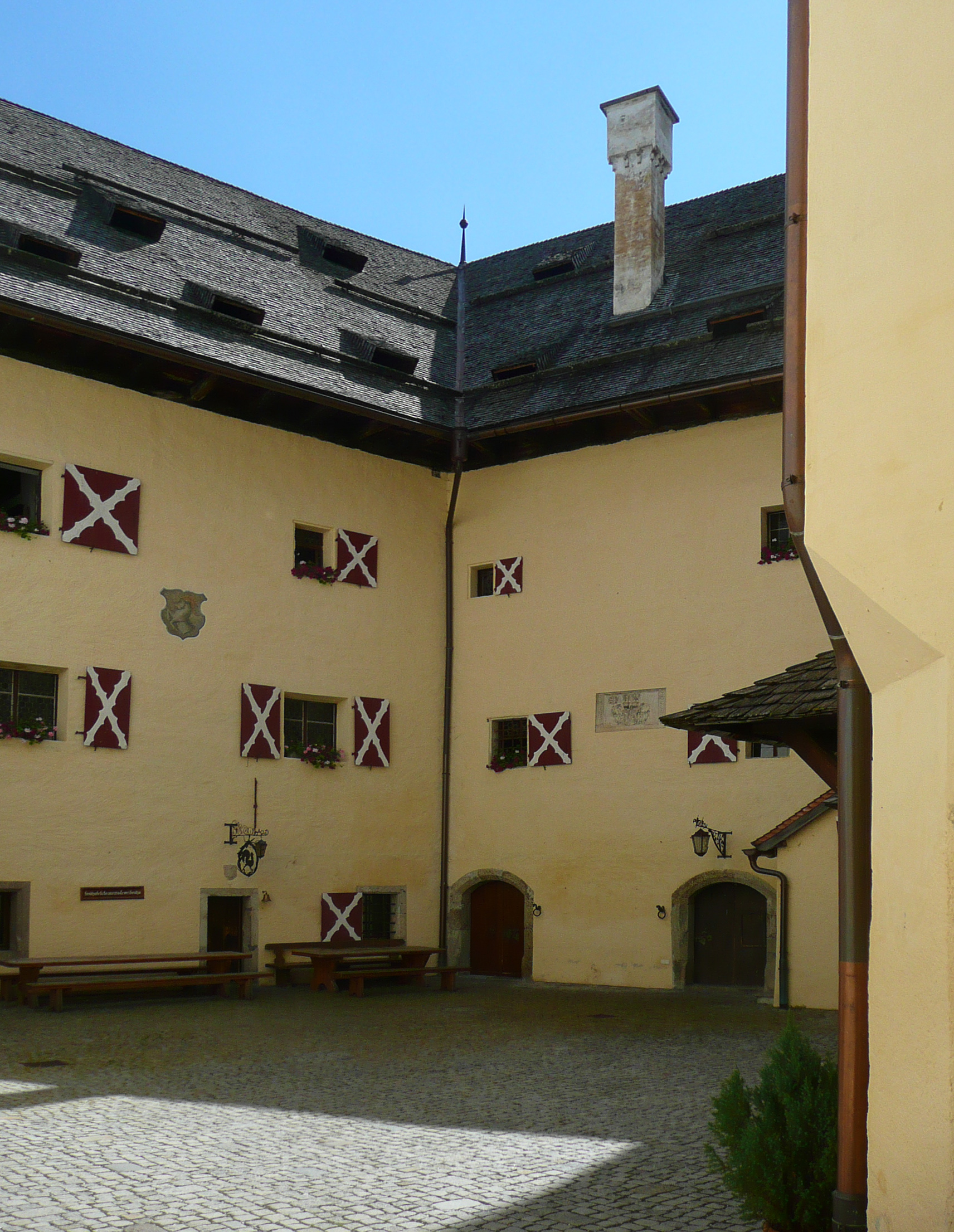
Cortile interno

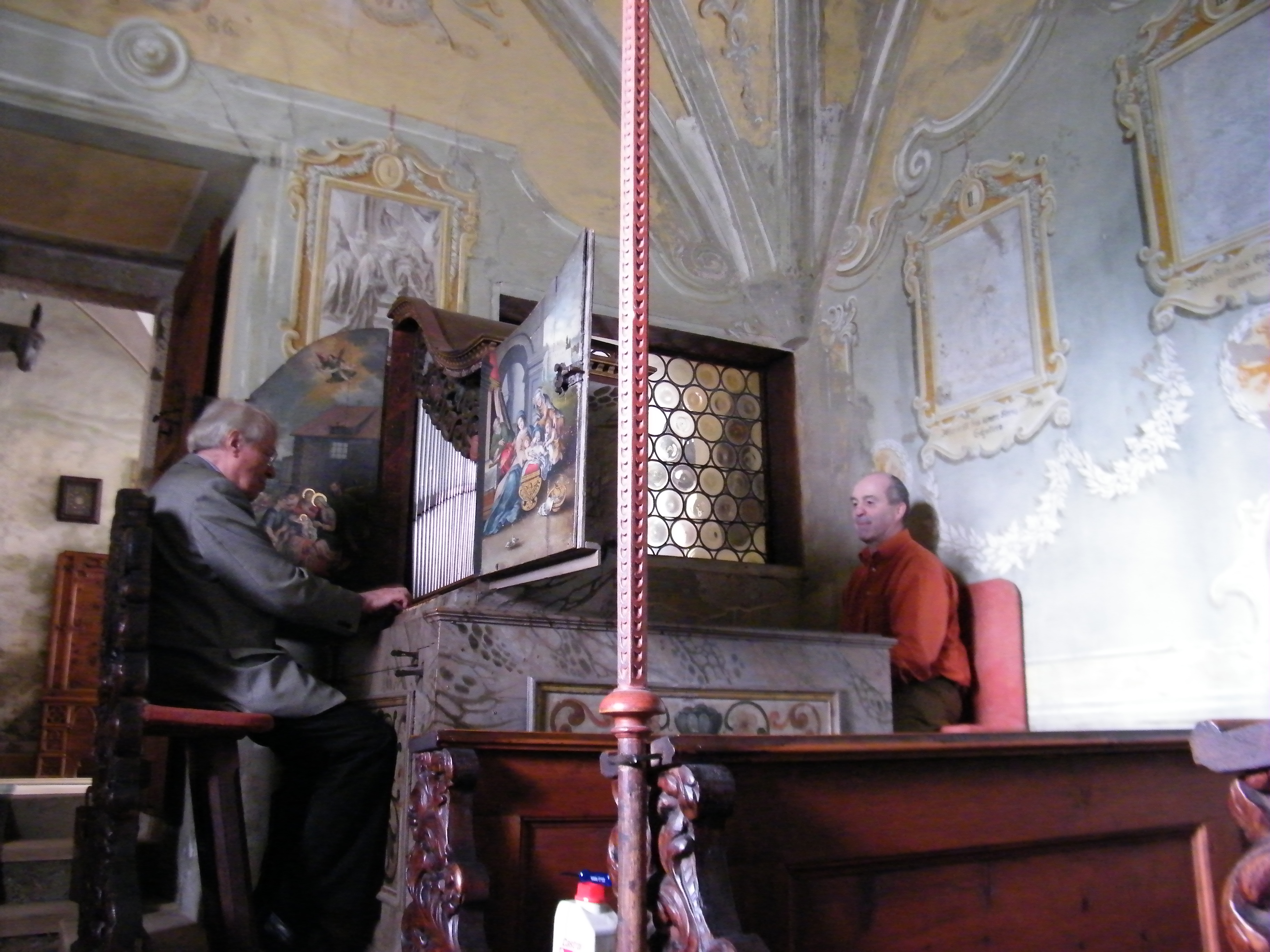
Organo a canne nella cappella

La prima citazione della famiglia ministeriale Moosheim risale al 1191 quando viene ricordato il suo rappresentante Otto von Moosheim e sul sito esisteva già con ogni probabilità una struttura costruita per controllare la posizione strategicamente importante sia a livello militare che commerciale. L'origine dei primi edifici sul posto risalgono all'epoca romana ed esattamente da questo luogo si diramavano due strade romane dalla principale strada di collegamento che portava sul Katschberg. Nel 1950 durante scavi archeologici sotto il castello vennero trovati un tempio di Mitra e un nucleo di insediamento romano. Nel 1213 l'imperatore Federico II trasferì il controllo del Lungau all'arcidiocesi di Salisburgo e il castello fu menzionato per la prima volta nel 1256 ma quasi certamente in quel periodo la struttura era già diventata più complessa e divisa in due parti, una più antica e una più recente. Verso la fine del XIII secolo la famiglia Moosheimer era diventata troppo potente secondo il giudizio dell'arcivescovo di Salisburgo Friedrich von Walchen che l'accusò di violazione della fede e di invasione delle proprietà del Capitolo e diede ordine che il castello venisse assediato così, nel 1285, Otto von Moosheim dovette abbandonare il suo castello e lasciare il paese anche se i suoi eredi non si estinsero sino al 1725. Il maniero aveva un ruolo così importante per gli arcivescovi che non lo abbandonarono mai più e lo mantennero come feudo concedendolo solo amministrativamente a loro emissari di fiducia. Da qui si governava il circondario in nome del sovrano, si esercitavano le insegne superiori, la riscossione dei tributi, tutti i poteri di polizia e il tribunale e gli arcivescovi di Salisburgo hanno quindi sempre scelto per questi incarichi personalità di rilievo appartenenti a famiglie nobili come i Kuenburger, i Tannhäuser, i Keutschach e i Grimmings. I signori locali così, controllati da Salisburgo, esercitarono anche la funzione di giudice provinciale per l'intero Lungau. Nel 1479 il castello fu occupato per breve tempo dall'esercito del re ungherese Mattia Corvino e durante la guerra contadina del 1526 venne temporaneamente occupato dagli insorti. Il principe arcivescovo Leonhard von Keutschach diede disposizioni perché nel 1516 venisse ammodernato e ampliato e tali lavori finirono solo nel 1577 dando alla struttura le forme e dimensioni che ci sono pervenute. Nell'ala residenziale furono allestiti ambienti principeschi e nel 1611 il principe-arcivescovo Wolf Dietrich von Raitenau vi trascorse i suoi ultimi giorni in libertà prima di essere catturato durante la guerra con la Baviera e poi fatto prigioniero. Nel castello si tennero anche molti processi alle streghe nel XVII e nel XVIII secolo, e quasi sempre questi portarono a condanne a morte per gli imputati. Nel 1722 fu rimosso il mastio noto come Torre delle Streghe e in seguito venne parzialmente ricostruito sistemandovi due stanze e una volta. Al cappellano del castello in quegli anni era assegnato un proprio appartamento. Nel 1790 la corte del tribunale venne trasferita in altre sedi, il castello non fu più tenuto in efficienza e alla fine venne venduto. Nel 1858 lo acquistò Franz Neuper, un commerciante di Unterzeiring, al quale seguì, nel 1886, il conte Johann Nepomuk Wilczek. L'edificio intanto era stato gravemente trascurato e il nuovo proprietario inizialmente intendeva solo recuperare i pannelli in legno di pino per una stanza e così, trovandolo a buon prezzo, acquistò rapidamente l'intero castello e lo fece ristrutturare completamente, compresa la costruzione di un nuovo mastio. Johann Nepomuk Wilczek venne poi ricordato come il costruttore di Kreuzenstein ed è considerato il salvatore del castello di Moosham e tutti gli interni che ci sono pervenuti risalgono alle sue attività di collezionista. Dal 1892 appartiene alla famiglia dei conti Wilczek.

## Descrizione
Il castello si trova a Moosham, località del comune austriaco di Unternberg nel Distretto di Tamsweg appartenente al Land Salisburghese. Rappresenta il terzo castello più grande di Salisburgo e si compone di due parti: la più antica è chiamata castello inferiore e risale probabilmente alla primitiva casa fortezza, la più recente è il castello superiore, ristrutturato nel XVI secolo. Un ponte in pietra ha sostituito l'ex ponte levatoio. Il corpo di guardia è notevole, si sviluppa su tre piani e conserva lo stemma dell'arcivescovo Hieronymus Prince Colloredo, l'ultimo principe vescovo di Salisburgo. Attraverso l'ampio portale ad arco e il passaggio a botte si entra nel cortile del castello superiore delimitato a est dal grande granaio a tre piani con piano interrato con volte a crociera e piano superiore con soffitto in legno di larice con travatura lunga 28 metri. Il granaio è stato reimpiegato dal conte Wilczek come museo per carrozze e slitte. Le altre tre ali del cortile sono state per secoli utilizzate come uffici e abitazione dei custodi e la cappella del castello è accessibile da questo punto. La cappella conserva affreschi attribuiti a Gregor Lederwasch che raffigurano le 14 Stazioni della Via Crucis e i 12 Apostoli. L'altare tardogotico proviene da Amburgo mentre l'organo a canne proviene dal palazzo Pettenegg. I dipinti su vetro del XV secolo nell'abside erano originariamente in una piccola chiesa vicino a Leoben. La cappella fu profanata dal 1790 al 1910 ma poi è stata è stata nuovamente consacrata per le funzioni religiose. La grande sala da pranzo della zona signorile è coperta da un soffitto ligneo gotico, il camino è in marmo di Salisburgo e proviene dall'ex Grimming House di Mauterndorf. Nella sala di caccia sono esposti trofei e armi da caccia storiche. La parte del castello dedicata ai principi ha al centro un robusto pilastro centrale sorregge la volta a crociera della sala di scrittura, anch'essa decorata con trofei di caccia. I dipinti e le incisioni si basano sono di ispirazione di maestri olandesi e tedeschi. Le sale di rappresentanza, come la sala del principe e la sala del rinascimento si trovano al piano superiore del castello superiore. Qui sono stati conservati i soffitti lignei storici originali. Le pareti della sala rinascimentale sono ricoperte da carta da parati in pelle pressata d'oro, la stufa in maiolica del 1687 proviene da Winterthur. La stanza del principe è rivestita di pannelli in stile gotico e pure questa ha una magnifica stufa in maiolica assemblata nel 1726. Tra castello superiore e inferiore si trova il caratteristico cortile con merli in legno, tipici delle fortificazioni salisburghesi, attaccati all'interno delle mura esterne del cortile e dello Zwinger e ricostruiti alla fine del XIX secolo. Nel castello inferiore si trovavano gli ambienti usati un tempo dal tribunale. Nell'aula, sopra il seggio del giudice, si trova una statua raffigurante la Madonna con Bambino risalente al 1440 circa. Alle pareti sono appesi oggetti da collezione come una spada del giudizio e le armi confiscate ai bracconieri. La camera delle torture conserva parte degli antichi strumenti di tortura che furono ampiamente utilizzati durante i processi alle streghe. Dal 1892 appartiene alla famiglia dei conti Wilczek.

### Bene architettonico tutelato
Il castello di Moosham dal 1993 è stato posto sotto tutela dei monumenti da parte della Repubblica austriaca col numero 9535.